# Willibald Kreß
Willibald Kreß (13 de novembre de 1906 - 27 de gener de 1989) fou un futbolista alemany. Va formar part de l'equip alemany a la Copa del Món de 1934.